# Brainwashed (While She Sleeps)
Brainwashed è il secondo album del gruppo musicale metalcore britannica While She Sleeps. È stato pubblicato il 23 marzo 2015 tramite Search and Destroy Records.
Le 4 tracce tratte dall'album sono state pubblicate in anteprima su iTunes: New World Torture, Four Walls (premier in esclusiva su Gigwise), Trophies of Violence e Our Legacy.

## Tracce
1. The Divide – 0:52
2. New World Torture – 4:40
3. Brainwashed – 3:28
4. Our Legacy – 4:07
5. Four Walls – 5:07
6. Torment – 3:48
7. Kangaezu Ni – 1:21
8. Life in Tension – 3:41
9. Trophies of Violence – 5:01
10. No Sides, No Enemies – 5:04
11. Method in Madness – 3:54
12. Modern Minds – 6:49